# Zwem- en Poloclub Barendrecht
Zwem- en Poloclub Barendrecht (kortweg ZPB) is een zwem- en polovereniging uit de Nederlandse gemeente Barendrecht.
De vereniging is met rond de 400 leden een van de grootste zwem-en poloverenigingen van Nederland. ZPB neemt deel aan de nationale competities van zowel waterpolo als wedstrijdzwemmen.

## Geschiedenis
Zwem- en Poloclub Barendrecht is op 1 april 1932 opgericht. Tot medio jaren negentig werden de thuiswedstrijden afgewerkt in zwembad 't Keerpunt in Barendrecht. Sindsdien is het Inge de Bruijn Zwembad de thuisbasis.

## Erelijst
Mannen:
- Nederlands kampioenschap waterpolo (mannen)

1998-1999
- KNZB beker

2006-2007
- KNZB Beker 2 (ManMeer!-Cup 2)

2008-2009, 2015-2016
Vrouwen:
- KNZB Beker 2 (ManMeer!-Cup)

2002-2003

## Waterpolo
ZPB beschikt over acht heren teams. In 1999 werd voor het eerst een Nederlands Kampioenschap behaald.
ZPB heeft vier damesteams, waarvan het eerste in de hoofdklasse speelt. De vrouwelijke hoofdmacht van ZPB won een aantal jaren geleden nog de Manmeer beker en heeft ruim 10 jaar geleden nog meegedaan in de play offs om het landskampioenschap. ZPB beschikt over een grote jeugdafdeling. Twee Heren jeugd teams, twee O17 teams, twee O15 teams, vijf pupillen teams en niet te vergeten de minipolo-ers, maken een forse ZPB jeugd.

## Bekende (ex-)leden
- Inge de Bruijn
- Marco Booij
- Matthijs de Bruijn
- Arno Havenga
- Anton Heiden
- Gerben Silvis